# Marc Fournier
Marc Fournier (Alençon, 12 novembre 1994) è un ex ciclista su strada francese, professionista dal 2016 al 2019.

## Palmarès

### Strada
- 2015 (Juniores, una vittoria)

1ª tappa Triptyque des Monts et Châteaux (Antoing > Quevaucamps)
- 2016 (FDJ, due vittorie)

1ª tappa Circuit de la Sarthe (Château-du-Loir > Château-du-Loir)
Classifica generale Circuit de la Sarthe

### Altri successi
- 2013 (Juniores)

Classifica giovani Boucles de la Mayenne
- 2016 (FDJ)

Classifica giovani Circuit de la Sarthe

## Piazzamenti

### Grandi Giri
- Vuelta a España

2017: ritirato (3ª tappa)

### Competizioni mondiali
- Campionati del mondo

Richmond 2015 - Cronometro Under-23: 23º
Richmond 2015 - In linea Under-23: ritirato